# Peter Fieber
Peter Fieber (ur. 16 maja 1964 w Bratysławie) - były słowacki piłkarz grający na pozycji obrońcy, obecnie trener piłkarski.

## Kariera reprezentacyjna
Piłkarz podczas Mistrzostw Świata U-20 w 1983 roku rozegrał 2 mecze w reprezentacji Czechosłowacji, jeden przeciwko Argentynie (cały mecz) a drugi przeciwko Chinom (wszedł w 66 minucie).
W Reprezentacji Czechosłowacji seniorów rozegrał 3 mecze. W 1988 wystąpił w meczach z Luksemburgiem (eliminacje do MŚ 1990), Norwegią oraz Austrią. Podczas Mistrzostw Świata w 1990 roku we Włoszech był rezerwowym i nie udało mu się zagrać. Po rozpadzie Czechosłowacji piłkarz rozpoczął grę w reprezentacji Słowacji, gdzie w 1994 rozegrał jeden mecz.